# 葭萌関
葭萌関（かぼうかん、Jia meng Guan）は、中国にある地名。現在の四川省広元市昭化区に位置し、三国時代の関所として有名である。名称の由来は、かつて存在した葭萌県に所在したことから。
建安16年（211年）、益州攻略の戦役の際、劉璋から張魯討伐の依頼を受けた劉備は当初この地に駐留し、のち、劉備に託された配下の霍峻は寡兵で三年間死守した。
延熙16年（253年）、蜀漢の費禕がこの地に駐屯している際、旧暦正月朔日（＝1月1日。新暦では2月16日）の宴席にて、魏の降将である郭循（郭脩とも書かれる）に刺殺された。